# Platycercini
Platycercini — триба папуг родини  Psittaculidae. Включає 33 види. Поширені в Австралії, Новій Зеландії, Новій Каледонії та інших дрібніших островах.

## Класифікація
- Фіджійський папуга (Prosopeia) — 3 види;
- Рогатий папуга (Eunymphicus) — 2 види;
- Какарікі (Cyanoramphus) — 12 видів;
- Розела (Platycercus) — 6 видів;
- Чорноголова розела (Barnardius) — 1 вид;
- Червоноголовий папуга (Purpureicephalus) — 1 вид;
- Червоногорлий папужка (Lathamus) — 1 вид;
- Червоночеревий папуга (Northiella) — 2 види;
- Папужка (Psephotus) — 1 вид;
- Psephotellus — 4 види.